# Dirk van Bronckhorst-Batenburg (1400-1454)

Wapen Bronckhorst Batenburg

Dirk II van Batenburg heer van Batenburg, Anholt, Gronsveld en Rimburg (ca. 1400 – 27 november 1451 in Nijmegen - begraven op het kerkhof van het klooster van de Minderbroeders in de Broerstraat aldaar). Dirk werd door huwelijk heer van Gronsveld. Hij is de zoon van Gijsbert van Bronckhorst-Batenburg en Margaretha van Ghemen.
In 1424 werd hij door hertog Arnold van Gelder naar Kleef gezonden om over een verbond te onderhandelen. Ook nam hij in 1436 deel aan het verbond der Staten te Nijmegen gesloten en in 1447 ondertekende hij als hoogschout van Kleef de conventie tussen hertog Jan I van Kleef en Willem hertog van Gulick en Berg met de Staten van hun landen.
Dirk werd in 1432 door keizer Sigismund met de heerlijkheid Anholt beleend.
In 1450 was hij een zeer vermogend man. Hij leende op 13 maart 1450 aan hertog Adolf van Kleef 12.000 Rijnsche guldens uit, destijds een grote som. Hij kreeg hiervoor het dorp Uden, in het land van Ravestein, in pand.
Hij is bekend geworden door zijn pelgrimstocht naar het Heilige Land met Jacob I van Horn, Willem van Vlodorp de voogd van Roermond, en Willem van Ghoer drossaard van het land van Horn. von Batenburch werd daar naar oud gebruik tot ridder geslagen.

## Huwelijk en kinderen
Hij trouwde in 1425 met Catharina Johanna van Gronsveld erfdochter en tevens vrouwe van Rimburg, Gronsveld en Oost (ca. 1399-1444), begraven in de Minderbroederskerk te Maastricht. Zij was de oudste dochter van Hendrik III van Gronsveld van Oupeye (geboren in 1385) en Aleijda d' Oupeye Juppleu (geboren 1390). De heerlijkheden Gronsveld, Oost bij Eysden en Rimburg bracht zijn vrouw mee in het huwelijk.
Uit het huwelijk van Dirk met Catharina zijn de volgende kinderen geboren:
- Gijsbert van Bronckhorst-Batenburg (1425-1473) heer van Batenburg (als Gijsbert III vanaf 1451) en Anholt. Hij trouwde met Agnes van Wisch (-1496). Zij was een dochter van Hendrik III van Wisch (-1488) en Irmgard van Sayn-Wittgenstein. Uit zijn huwelijk werd geboren:
  - Jakob van Bronckhorst-Batenburg  (-25 april 1516) in 1476 heer van Batenburg en in 1488 heer van Anholt. Hij trouwde op 6 oktober 1488 met Agnès van Bentheim (-ca. 1508). Zij was de dochter van Arnold I van Bentheim (-1466) en Catharina van Gemen (-1502)
- Hendrik van Bronckhorst-Batenburg (1427-1496) heer van Gronsveld, Rimburg en Slenaken. Hij trouwde op 23 januari 1453 met Catharina Hönnepel  vrouwe van Hönnepel, Alpen, Niedermörmter en Eyll (ca. 1430 - na 1504). Zij was een dochter van Johann II van Alpen (1402-1491) en Judith (Jutta) van Lembeck. Uit hun huwelijk is geboren:
  - Oda / Otta van Bronckhorst-Batenburg (-1493). Zij trouwde met Johann van Binsfeld
  - Dirk van Bronckhorst-Batenburg, baron van Gronsfeld en heer van Rimburg, Alpen en Hönnepel (ca. 1460 - 12 november 1508), begraven in het Benedictijnenklooster Hagenbusch in Xanten. Hij trouwde in 1484 met Geertruid van Wylich (ca. 1450 - 28 juni 1523), begraven in het benedictijnenklooster Hagenbusch in Xanten. Zij was de dochter van Diederik I van Wylich heer van Diersfort (1412-1476) en Elisabeth van Bylandt (1410-1491). Uit hun huwelijk is geboren:
    - Dirk van Bronkhorst-Batenburg (ca. 1490 - 31 maart 1551) trouwde ca. 1525 met Elisabeth Geertruida van Limburg Stirum (ca. 1495 - ca. 1556). Zij was de dochter van Adolf van Limburg Stirum (ca. 1450-1506) en Elisabeth van Reichenstein (ca. 1460 - na 1529). Uit hun huwelijk is geboren:
      - Joost van Bronckhorst-Batenburg (ca. 1530 - ca. 1598)
      - Dirk van Bronckhorst-Batenburg (ca. 1530 - ca. 1579)
      - Catharina van Bronckhorst-Batenburg (ca. 1530-)

    - Jutte van Bronckhorst-Batenburg (1485 - na 1555) trouwde ca. 1508 met Wolter Smullinck (- voor 1534)
    - Johan van Bronckhorst-Batenburg, baron van Gronsfeld, heer van Rimburg en Langendonk, landdrost van Kleef (ca. 1490 - 7 juli 1559), begraven in Sonsbeck. Hij trouwde in 1520 met Gertrude van Loë (1500-1550), begraven in Sonsbeck. Zij was een dochter van Johan van Loë en Margaretha gravin van Hasselt.
      - Theodora van Bronkhorst-Batenburg (1525-1563). Zij trouwde in 1548 met Diederik II van Mirlaer heer van Millendonk, Drachenfels, Reuland, Wolkenburg en Königswinter (1520-1585). Hij was een zoon van Diederik I van Mirlaer heer van Millendonk, Schönau en Meiderich (1470-1549) en Agnes van Drachenfels vrouwe van Drachenfels, Wolkenburg, Königswinter, Goor, Vronenburg en Meyl (1495-1557).
        - Gertrude van Mirlaer vrouwe van Millendonk, Drachenfels, Moyland, Baer en Lathum (1552-1612). Zij trouwde in 1576 met Jacob van Bronkhorst-Batenburg heer van Anholt (1553-1582)

      - Willem van Bronkhorst-Batenburg baron van Gronsveld en heer van Rimburg en Alpen (1530-1563)
- Dirk van Bronckhorst-Batenburg, heer van Anholt (als Dirk I), Angeraen en Vronenbroek (1429-1488). Hij trouwde (1) met Elisabeth van Goor vrouwe van Vroene (1430-1460). Zij was de dochter van Willem van Ghoor heer van Nieuw Ghoor en van Ghorenburg (ca. (1375-) en Bella Schellaert van Obbendorf (1385-). Hij trouwde (2) in 1465 met Aleida van Alpen-Hönnepel (1445-1500)
- Maria Margarethe van Bronckhorst-Batenburg (ca. 1430 - ca. 1515).
- Herburga van Bronckhorst-Batenburg (1432 - na 1508). Zij trouwde op 13 november 1442 met Johann Dickbier (ca. 1490)
- Catharina van Bronckhorst-Batenburg (1433-1527). Zij trouwde op 8 maart 1470 met Johan van Alpen (ca. 1430 - 1 april 1491)
- Herman van Bronckhorst-Batenburg
- Margaretha van Bronckhorst-Batenburg (1451-1505). Zij trouwde met Godhard I Kettler van Neu-Assen (ca. 1450-1518) heer van Neu-Assen